# Dora (Ekondo-Titi)
Pour les articles homonymes, voir Dora.
Dora est une localité du Cameroun, située dans l'arrondissement d'Ekondo-Titi, le département du Ndian et la Région du Sud-Ouest.

## Population
Lors du recensement national de 2005, Dora comptait 496 habitants.

## Économie
Des mines de pierre naturelle sont présentes sur le territoire de la localité.